# Vasili Starodúbtsev
Vasili Aleksándrovich Starodúbtsev (en ruso, Василий Александрович Стародубцев; Volovchik, 25 de diciembre de 1931 – Novomoskovsk, 30 de diciembre de 2011) fue un político ruso y soviético y gobernador del Óblast de Tula de 1997 a 2005. También fue Presidente de la Unión de Campesinos de la URSS, durante la cual se desempeñó como miembro de la Unión de Campesinos del Comité Estatal para el Estado de Emergencia en el intento de golpe de Estado de 1991. Fue líder del Partido Agrario Ruso.
Starodúbtsev se graduó en el Instituto Agrícola Vorónezh y en el Instituto Agrícola soviética por correspondencia. Durante muchos años fue jefe del koljoz en el distrito Novomoskovsk. Entre sus premios fueron el título de Héroe del Trabajo Socialista, tres Órdenes de Lenin, el Premio Estatal de la Unión Soviética, la Orden de la Revolución de Octubre y la Orden de la Insignia de Honor. 
Starodúbtsev fue miembro del Consejo de la Federación (1993–96; y en 1997–2001 como gobernador regional) y en la Duma (2007–11). Fue miembro del Partido Comunista de la Federación de Rusia.